# Black Laden Crown
Black Laden Crown è l'undicesimo album in studio del gruppo heavy metal statunitense Danzig, pubblicato nel 2017.

## Tracce
1. Black Laden Crown – 5:59
2. Eyes Ripping Fire – 4:19
3. Devil On Hwy 9 – 3:52
4. Last Ride – 4:59
5. The Witching Hour – 5:59
6. But a Nightmare – 5:04
7. Skulls & Daisies – 3:58
8. Blackness Falls – 5:47
9. Pull the Sun – 5:54

## Formazione
- Glenn Danzig – voce, piano, chitarre, basso, batteria (nei brani Eyes Ripping Fire, Last Ride, But A Nightmare)
- Tommy Victor – chitarra, basso
- Johnny Kelly – batteria  (nei brani Black Laden Crown, The Witching Hour)
- Joey Castillo – batteria  (nei brani Devil On Hwy 9, Blackness Falls)
- Dirk Verbeuren – batteria  (nel brano Skulls & Daisiese)
- Karl Rokfist – batteria  (nel brano Pull The Sun)

### Crediti
- Produzione: Glenn Danzig
- Ingegneria del suono: Chris Rakestraw
- Materizzazione: Howie Weinberg
- Missaggio: Glenn Danzig, Chris Rakestraw
- Copertina: Simon Bisley
- Fotografia: Paul Brown